# Esone (ceramografo)
Esone (in greco Αἴσων Àisōn) (fl. V secolo a.C.) è stato un ceramografo greco antico, attivo in Attica.

## Biografia
Esone fu un ceramografo attico attivo nella seconda metà del V secolo a.C.
Il suo  nome si legge su una coppa a figure rosse del Museo archeologico nazionale di Spagna a Madrid, raffigurante sette imprese di Teseo.
Nel tondo centrale è raffigurato l'episodio del Minotauro.
Lo stile di Esone si caratterizzò per la dolcezza e la gentilezza anche nel trattamento delle scene eroiche ed ha permesso agli storici dell'arte di attribuirgli altri quattro vasi non firmati.
Di lui complessivamente sono sopravvissute una ventina di opere, tra le quali anfore, coppe, pissidi, lḗkythoi, tutte di piccole dimensioni.
I soggetti scelti da Esone appartengono soprattutto al mondo mitologico, come ad esempio il lḗkythos con Amazzonomachia conservato al Museo archeologico nazionale di Napoli, oppure il pisside con Odisseo e Nausicaa esposto a Boston.

## Opere
- Coppa a figure rosse del Museo archeologico nazionale di Spagna a Madrid, raffigurante sette imprese di Teseo;
- Anfore, coppe, pissidi, lḗkythoi, tutte di piccole dimensioni.